# Cynorkis boinana
Cynorkis boinana är en orkidéart som beskrevs av Rudolf Schlechter. Cynorkis boinana ingår i släktet Cynorkis, och familjen orkidéer. Inga underarter finns listade i Catalogue of Life.